# 可樂大戰

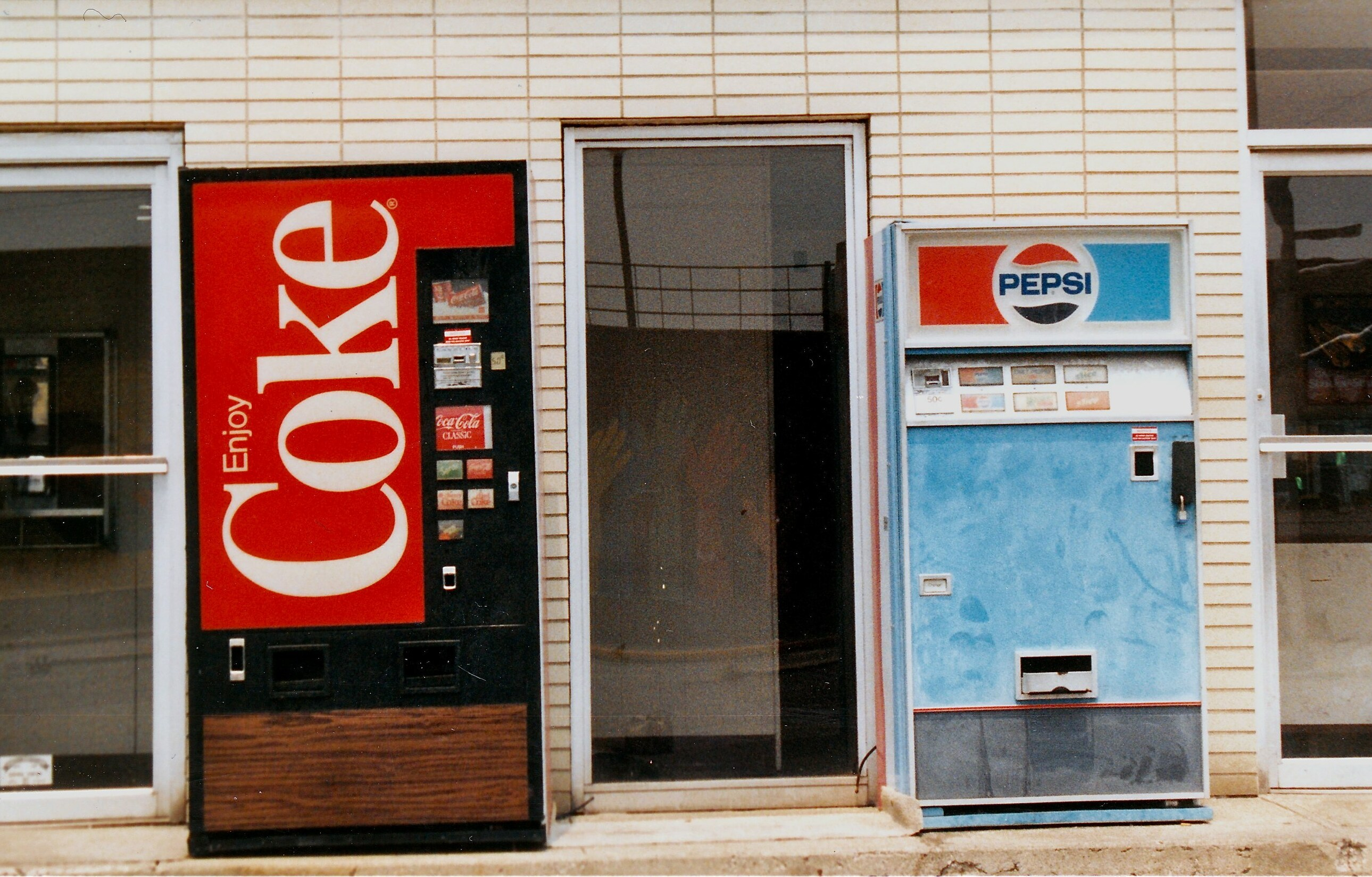
印第安納波利斯的可口可乐和百事可乐自动售货机，1988年

可乐大战（英語：Cola wars）是指可口可乐公司与百事公司两家软饮料生产商之间持久的竞争，两家公司分别开展了针对性营销活动，以推广各自公司的产品，尤其是可口可乐和百事可乐。从 20世纪70年代末到80年代，竞争愈演愈烈，演变成为了可乐之战。

## 历史
1886年，佐治亚州亚特兰大的药剂师约翰·彭伯顿研制出了可口可乐的原始配方。1888年，阿萨·坎德勒掌握了配方，并于1896年创立了可口可乐公司。两年后的1898年，在北卡罗来纳州新伯尔尼，迦勒·布拉德漢姆将他的“布拉德饮料”（Brad's Drink）更名为“百事可乐”（Pepsi-Cola），并于 1902 年成立了百事可乐公司，从而引发可乐大战。
两家公司不断运用新型的广告技巧，例如可口可乐首个代言人和1915年的曲线瓶。然而，第一次世界大战后因市场不稳定，百事可乐于1923年宣布破产。1931年，百事可乐再次破产，但随后又恢复元气，开始以每瓶5美分的低价出售其产品，重新点燃了可乐大战，并延续至今。在此期间，百事可乐在两次破产后，曾向可口可乐提出收购要约，但被可口可乐公司拒绝。